# Kuranhalli, Jevargi
Kuranhalli là một làng thuộc tehsil Jevargi, huyện Gulbarga, bang Karnataka, Ấn Độ.